# Anonyma överätare
Anonyma överätare (engelska: Overeaters Anonymous - OA), är en politiskt och religiöst obunden ideell gemenskap eller förening för män och kvinnor med tvångsmässigt överätande. Anonyma överätare är oavhängigt medlemsavgifter eller offentlig eller privat organisation. Gemenskapen anger sitt mål till att hjälpa varandra till tillfrisknande.

## Historik
Anonyma överätare grundades under namnet Overeaters Anonymous den 19 januari 1960 i Los Angeles, USA. Det var tre medlemmar närvarande då, inklusive Rozanne S. - initiativtagaren och grundaren av OA. Anonyma överätare fick hjälp av grundaren av amerikanska Anonyma Spelare för att komma igång. Anonyma överätare finns idag över hela världen, och kom till Sverige 1988.

## De tolv stegen
Anonyma överätare har ett tolvstegsprogram för tvångsmässiga över- och underätare. Det är format efter Anonyma Alkoholister, och använder dess tolv steg och tolv traditioner, men har bytt ut orden alkohol och alkoholist till mat och tvångsmässig överätare. Medlemmarna i Anonyma överätare definierar sitt tillfrisknande genom att tala om abstinens: handlingen att avstå från att äta tvångsmässigt.
1. Vi erkände att vi var maktlösa inför maten, att vi inte längre kunde hantera våra liv.
2. Vi kom till tro på att en kraft större än vår egen kunde återge oss vårt förstånd.
3. Vi beslöt att lägga vår vilja och våra liv i Guds händer, sådan vi uppfattade honom.
4. Vi gjorde en grundlig och oförskräckt moralisk inventering.
5. Vi erkände inför Gud, oss själva och en medmänniska våra fels sanna natur.
6. Vi var helt och hållet beredda att låta Gud avlägsna alla dessa karaktärsfel.
7. Vi bad honom ödmjukt att avlägsna våra brister.
8. Vi gjorde upp en lista över alla de personer som vi hade skadat och blev villiga att gottgöra dem alla.
9. Vi gottgjorde personligen dessa människor så långt det var oss möjligt utom då det skulle skada dem eller andra.
10. Vi fortsatte med vår personliga inventering och när vi hade fel erkände vi det genast.
11. Vi sökte genom bön och meditation att fördjupa vår medvetna kontakt med Gud, sådan vi uppfattade honom, varvid vi endast bad om insikt om hans vilja med oss och styrka att utföra den.
12. När vi, som en följd av dessa steg, hade haft ett andligt uppvaknande, försökte vi föra detta budskap vidare till andra tvångsmässiga överätare och tillämpa dessa principer i alla våra angelägenheter.

## De tolv traditionerna
1. Vår gemensamma välfärd bör komma i första hand, personligt tillfrisknande beror på sammanhållningen inom OA.
2. För vår grupp finns bara en yttersta auktoritet - en kärleksfull Gud, såsom han kan ta sig uttryck i vårt gruppsamvete. Våra ledare är blott betrodda tjänare, de styr inte.
3. Det enda villkoret för medlemskap i OA är en önskan att sluta äta tvångsmässigt.
4. Varje grupp bör vara självstyrande, utom i angelägenheter som berör andra grupper eller OA som helhet.
5. Varje grupp har endast ett huvudsyfte, att föra budskapet vidare till den tvångsmässiga överätare, som fortfarande lider.
6. En OA-grupp bör aldrig stödja, finansiera eller låna sitt namn till närbesläktade sammanslutningar eller utomstående företag, så att inte problem med pengar, egendom och prestige avleder oss från vårt huvudsakliga syfte.
7. Varje OA-grupp bör vara helt självförsörjande och avböja ekonomiskt stöd utifrån.
8. Anonyma överätare bör alltid förbli icke-professionellt, men våra servicecentra kan anställa personal för speciella uppgifter.
9. OA som sådant bör aldrig organiseras, men vi kan tillsätta styrelser och kommittéer för service som är direkt ansvariga inför dem de tjänar.
10. Anonyma överätare tar aldrig ställning i yttre angelägenheter. Alltså bör OA:s namn aldrig dras in i offentliga tvister.
11. Vår policy för kontakt med allmänheten grundar sig på dragningskraft snarare än på marknadsföring. Vi bör alltid bevara den personliga anonymiteten i förhållande till press, radio, film, TV och andra offentliga medier.
12. Anonymiteten är den andliga grundvalen för alla dessa traditioner och påminner oss ständigt om att sätta princip före person.